# Pescara
Pescara (IPA: [peˈskaːra],; en abruzzese: Piscàrë) es una localidad de Italia central, en la región de los Abruzos. La ciudad está dividida en dos por el río del mismo nombre y se encuentra al centro de un área metropolitana de 400.000 habitantes. En 1927, Pescara, la parte de la ciudad al sur del río Pescara (en la provincia de Chieti), y Castellammare Adriatico, la parte de la ciudad al norte del río (en la provincia de Teramo) se unieron en una única ciudad, la actual Pescara. El poeta Gabriele D'Annunzio, nacido en esta ciudad, fue uno de los principales impulsores en la creación de la nueva ciudad.

## Historia
Los orígenes de Pescara son anteriores a la conquista romana. El nombre, tanto de ambas ciudades como del río, era Aternum. Estaba conectada con Roma a través de la Vía Claudia Valeria y la Via Tiburtina. El principal edificio era el templo de Jovis Aternium. La ciudad era un puerto importante para el comercio con las provincias orientales del Imperio.

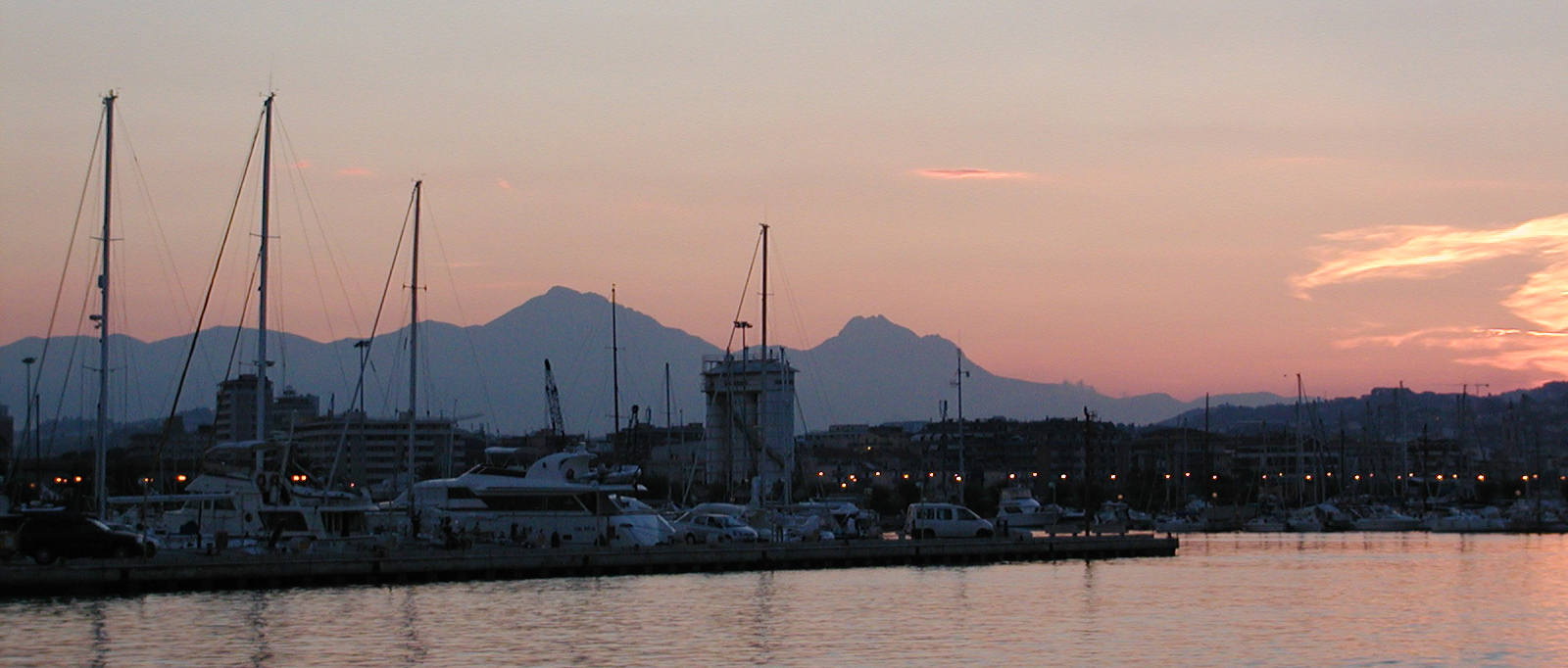
Imagen del puerto de Pescara

En la Edad Media, Pescara fue destruida por los lombardos en el año 597. En aquella ocasión, el obispo de la ciudad, Ceteo (actual santo patrón de Pescara), fue acusado de confraternizar con los griegos cristianos (los lombardos eran arrianos) y fue lanzado desde el puente con una piedra atada al cuello.
En 1095, Pescara era una rica ciudad con una serie de importantes monumentos e iglesias. En 1140, Rogelio II de Sicilia conquistó la ciudad, comenzando un período en el cual fue destruida en varias ocasiones. El nombre de Piscaria ("rica en pescado") se menciona por vez primera en esta época. Varios señores reinaron en Pescara de ahí en adelante, incluyendo Rainaldo Orsini, Luis de Saboya y Francesco del Borgo, el vicario del rey Ladislao, quien mandó construir la fortaleza y la torre.
A partir del siglo XIII, Pescara perteneció, como el resto de los Abruzos, al Reino de Nápoles (que tras la unión con el Reino de Sicilia pasó a denominarse Reino de Dos Sicilias).  En 1424 el famoso condotiero Muzio Attendolo falleció en Pescara. Otro aventurero, Giacomo Caldore, conquistó la ciudad en 1435 y 1439. En la época del dominio aragonés sobre el reino (segunda mitad del siglo XV), la ciudad fue feudo de la noble familia D'Avalos, de origen español. Durante los años siguientes Pescara fue atacada repetidamente por los venecianos y, más tarde, como parte del Reino Español de Nápoles, se convirtió en una gran fortaleza.
En 1566 fue sitiada por 105 galeras turcas. Resistió con firmeza y los otomanos tan sólo lograron ocupar los territorios circundantes.
Al principio del siglo XVIII, Pescara contaba con 3000 habitantes, la mitad de ellos viviendo en Castellammare. En 1707 fue atacada por las tropas austríacas bajo el mando del Duque de Wallis. La ciudad, gobernada por Giovanni Girolamo II Acquaviva, resistió durante dos meses antes de capitular.
Pescara fue siempre parte del Reino de Nápoles, aparte del breve período de la República de Nápoles entre 1798 y 1799. La ciudad fue atacada más tarde por el pro-Borbón Giuseppe Pronio. En 1800 Pescara cayó ante las tropas francesas, creándose una importante fortaleza militar para el reino de José de Bonaparte. Castellammara, que ahora contaba con una población de 3000 habitantes por sí sola, se convirtió en un municipio distinto.
En 1814, los Carbonari de Pescara se sublevaron contra Joachim Murat. El 15 de mayo de 1815 el rey firmó una de las primeras constituciones de la Unificación de Italia. En los años postreros, Pescara se convirtió en un símbolo de la violenta restauración de los Borbones, siendo una de las más importantes cárceles borbonas. Tras una devastadora inundación en 1853, Pescara fue liberada por el colaborador de Giuseppe Garibaldi, Clemente De Cesaris, en 1860. Siete años después, la fortaleza fue desmantelada.
En los años siguientes, Pescara se convirtió en la ciudad más grande de la región de los Abruzos. La nueva ciudad sufrió una gran destrucción durante la Segunda Guerra Mundial, y desde entonces ha sido reconstruida en gran parte, siendo así una de las ciudades de Italia más recientes.
La casa de Gabriele D'Annunzio fue restaurada en los años 1930 y ahora está abierta al público.

## Clima
| Parámetros climáticos promedio de Pescara (normales 1971-2000) | Parámetros climáticos promedio de Pescara (normales 1971-2000) | Parámetros climáticos promedio de Pescara (normales 1971-2000) | Parámetros climáticos promedio de Pescara (normales 1971-2000) | Parámetros climáticos promedio de Pescara (normales 1971-2000) | Parámetros climáticos promedio de Pescara (normales 1971-2000) | Parámetros climáticos promedio de Pescara (normales 1971-2000) | Parámetros climáticos promedio de Pescara (normales 1971-2000) | Parámetros climáticos promedio de Pescara (normales 1971-2000) | Parámetros climáticos promedio de Pescara (normales 1971-2000) | Parámetros climáticos promedio de Pescara (normales 1971-2000) | Parámetros climáticos promedio de Pescara (normales 1971-2000) | Parámetros climáticos promedio de Pescara (normales 1971-2000) | Parámetros climáticos promedio de Pescara (normales 1971-2000) |
| Mes                                                            | Ene.                                                           | Feb.                                                           | Mar.                                                           | Abr.                                                           | May.                                                           | Jun.                                                           | Jul.                                                           | Ago.                                                           | Sep.                                                           | Oct.                                                           | Nov.                                                           | Dic.                                                           | Anual                                                          |
| -------------------------------------------------------------- | -------------------------------------------------------------- | -------------------------------------------------------------- | -------------------------------------------------------------- | -------------------------------------------------------------- | -------------------------------------------------------------- | -------------------------------------------------------------- | -------------------------------------------------------------- | -------------------------------------------------------------- | -------------------------------------------------------------- | -------------------------------------------------------------- | -------------------------------------------------------------- | -------------------------------------------------------------- | -------------------------------------------------------------- |
| Temp. máx. media (°C)                                          | 11.2                                                           | 11.9                                                           | 14.4                                                           | 17.7                                                           | 22.3                                                           | 26.3                                                           | 29.2                                                           | 29.0                                                           | 25.6                                                           | 20.7                                                           | 15.5                                                           | 12.4                                                           | 19.7                                                           |
| Temp. media (°C)                                               | 6.5                                                            | 7.0                                                            | 9.2                                                            | 12.2                                                           | 16.6                                                           | 20.6                                                           | 23.2                                                           | 23.1                                                           | 20.0                                                           | 15.6                                                           | 10.7                                                           | 7.8                                                            | 14.4                                                           |
| Temp. mín. media (°C)                                          | 1.8                                                            | 2.2                                                            | 3.9                                                            | 6.7                                                            | 11.0                                                           | 14.8                                                           | 17.2                                                           | 17.3                                                           | 14.4                                                           | 10.5                                                           | 5.9                                                            | 3.2                                                            | 9.1                                                            |
| Precipitación total (mm)                                       | 48.1                                                           | 52.2                                                           | 56.8                                                           | 56.9                                                           | 31.7                                                           | 46.2                                                           | 34.4                                                           | 55.5                                                           | 61.2                                                           | 72.0                                                           | 79.8                                                           | 62.9                                                           | 657.7                                                          |
| Días de lluvias (≥ 1 mm)                                       | 6.4                                                            | 6.8                                                            | 6.8                                                            | 5.9                                                            | 4.9                                                            | 5.2                                                            | 4.0                                                            | 5.0                                                            | 5.8                                                            | 7.0                                                            | 7.8                                                            | 7.2                                                            | 72.8                                                           |
| Fuente: World Meteorological Organization                      |                                                                |                                                                |                                                                |                                                                |                                                                |                                                                |                                                                |                                                                |                                                                |                                                                |                                                                |                                                                |                                                                |

## Demografía
| Gráfica de evolución demográfica de Pescara entre 1861 y 2011 |
|                                                               |
| Fuente ISTAT - elaboración gráfica de Wikipedia               |

## Celebridades
- Aquí nacieron Luis César Amadori, Gabriele D'Annunzio y Ennio Flaiano.

## Economía y cultura
Pescara es la mayor ciudad de la región de los Abruzos, y es una de las más importantes a nivel económico, comercial y turístico de la Costa Adriática. Con sus más de 20 kilómetros de costa, es el lugar más popular entre los turistas durante los meses de verano. En sus costas existen multitud de rompeolas fabricados con grandes rocas para proporcionar aguas tranquilas cerca de la playa. A lo largo de toda la costa, existen diversos centros de ocio y establecimientos en los cuales pueden encontrarse restaurantes y otras tiendas con artículos veraniegos o de playa. También existe un distrito de la ciudad con diversas tiendas de moda y lugares de recreo nocturno. En 1950 el fabricante de pasta De Cecco inauguró una nueva fábrica para satisfacer la creciente demanda de la posguerra.
La universidad de Pescara recibe el nombre de Gabriele D'Annunzio (Università D'Annunzio) en honor al célebre poeta. Entre Pescara y la cercana Chieti se establece un área industrial.
Entre 1924 y 1961, Pescara fue sede de la competición autmovilística Coppa Acerbo. En 1957, se disputó el Gran Premio de Pescara de Fórmula 1, en un circuito urbano que medía 25,575 km, superando al legendario Nurburgring y a Monza en velocidad.
Anualmente, en julio, Pescara celebra un Festival Internacional de Jazz.
En 2009, Pescara albergó los XVI Juegos Mediterráneos.

## Monumentos y lugares de interés

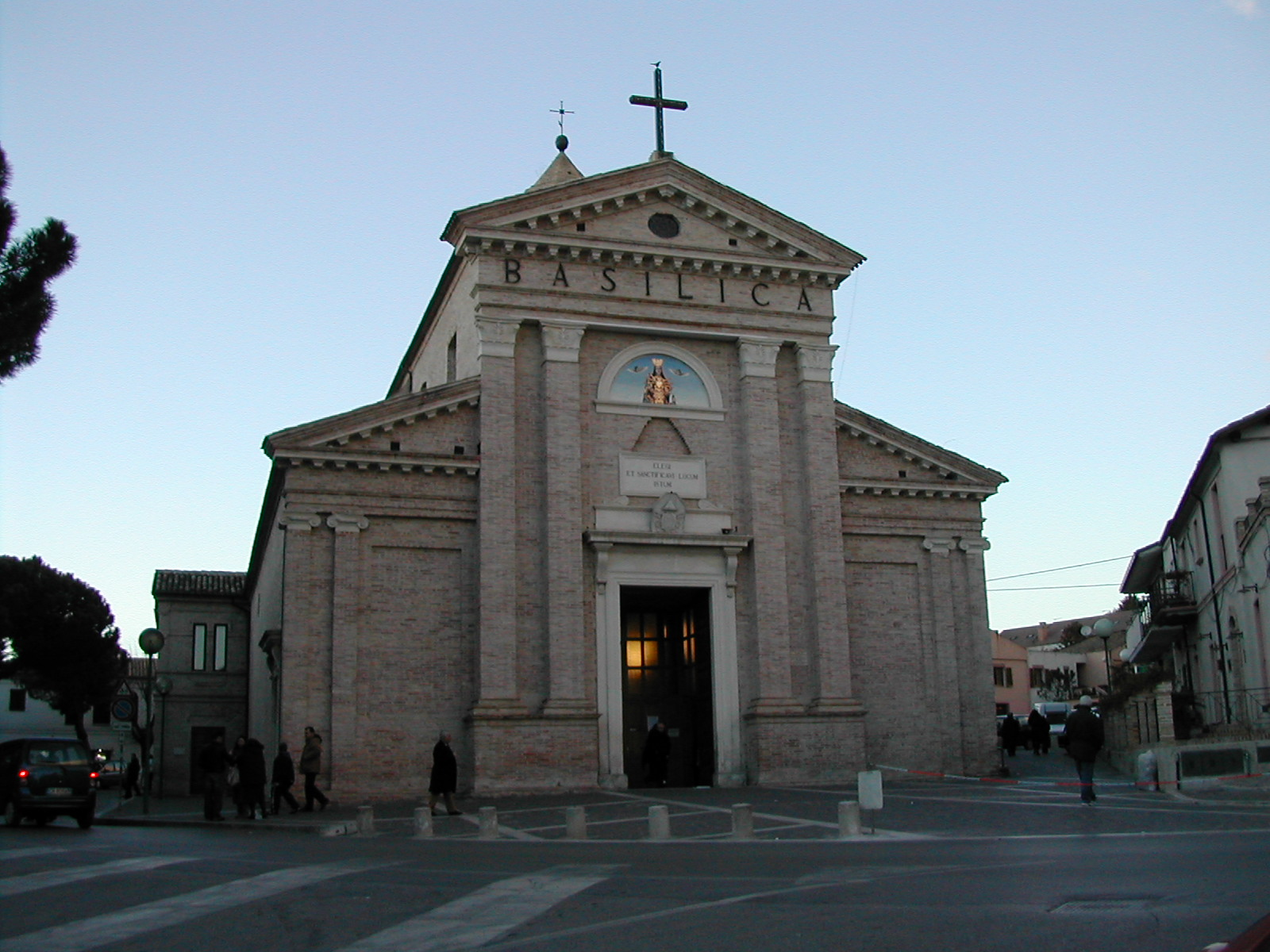
Fachada de la Basilica della Madonna dei sette dolori.

El Palazzo del Governo (Palacio de Gobierno) alberga una biblioteca con 600,000 volúmenes. Así mismo cabe mencionar a la Catedral de San Cetteus, con una pintura de San Francisco del siglo XVII atribuida  Guercino. La basílica Madonna dei Sette Dolori ("Madonna de los siete dolores") es del año 1757 y tiene una fachada Neoclásica.

## Deportes
La ciudad es famosa también por haber ganado el club Pallanuoto Pescara varias veces el scudeto de waterpolo. En el equipo que ganó tantos títulos de waterpolo estuvo el famoso jugador español Manuel Estiarte. 
El Ponzio Pescara participa de la Divisione Calcio a 5, la máxima categoría del fútbol sala profesional italiano. 
Por su parte, el Delfino Pescara 1936 es el club de fútbol de la ciudad. Actualmente compite en la Serie C (tercera división italiana) y lleva a cabo sus encuentros de local en el Estadio Adriático. Jugó durante 7 temporadas en la Serie A, la máxima categoría del fútbol italiano. 
En 1957, Pescara acogió un Gran Premio de Fórmula 1, que recibió el nombre de la ciudad (Gran Premio de Pescara) para diferenciarlo del Gran Premio de Italia. La carrera se disputó en un circuito callejero, el trazado más largo jamás recorrido por un monoplaza de Fórmula 1: 25.575 metros
| Predecesor: Almería | Ciudad Mediterránea 2009 | Sucesor: Mersin |